# Guerbi
Guerbi (en rus: Герби) és un poble (un possiólok) del krai de Khabàrovsk, a Rússia, que el 2019 tenia 296 habitants. Pertany al districte rural de Verkhnebureïnski.